# Рериутаба
Рериутаба (порт. Reriutaba)  —  муниципалитет в Бразилии, входит в штат Сеара. Составная часть мезорегиона Северо-запад штата Сеара. Входит в экономико-статистический  микрорегион Ипу. Население составляет 24 121 человек на 2006 год. Занимает площадь 383,119 км². Плотность населения — 63,0 чел./км².
Праздник города —  25 сентября.

## История
Город основан 25 сентября 1923 года. 

## Статистика
- Валовой внутренний продукт на 2003 составляет 35.956.603,00 реалов (данные: Бразильский институт географии и статистики).
- Валовой внутренний продукт на душу населения на 2003 составляет 1.577,60 реалов (данные: Бразильский институт географии и статистики).
- Индекс развития человеческого потенциала на 2000 составляет 0,653 (данные: Программа развития ООН).

## География
Климат местности: полупустыня.